# Napredak

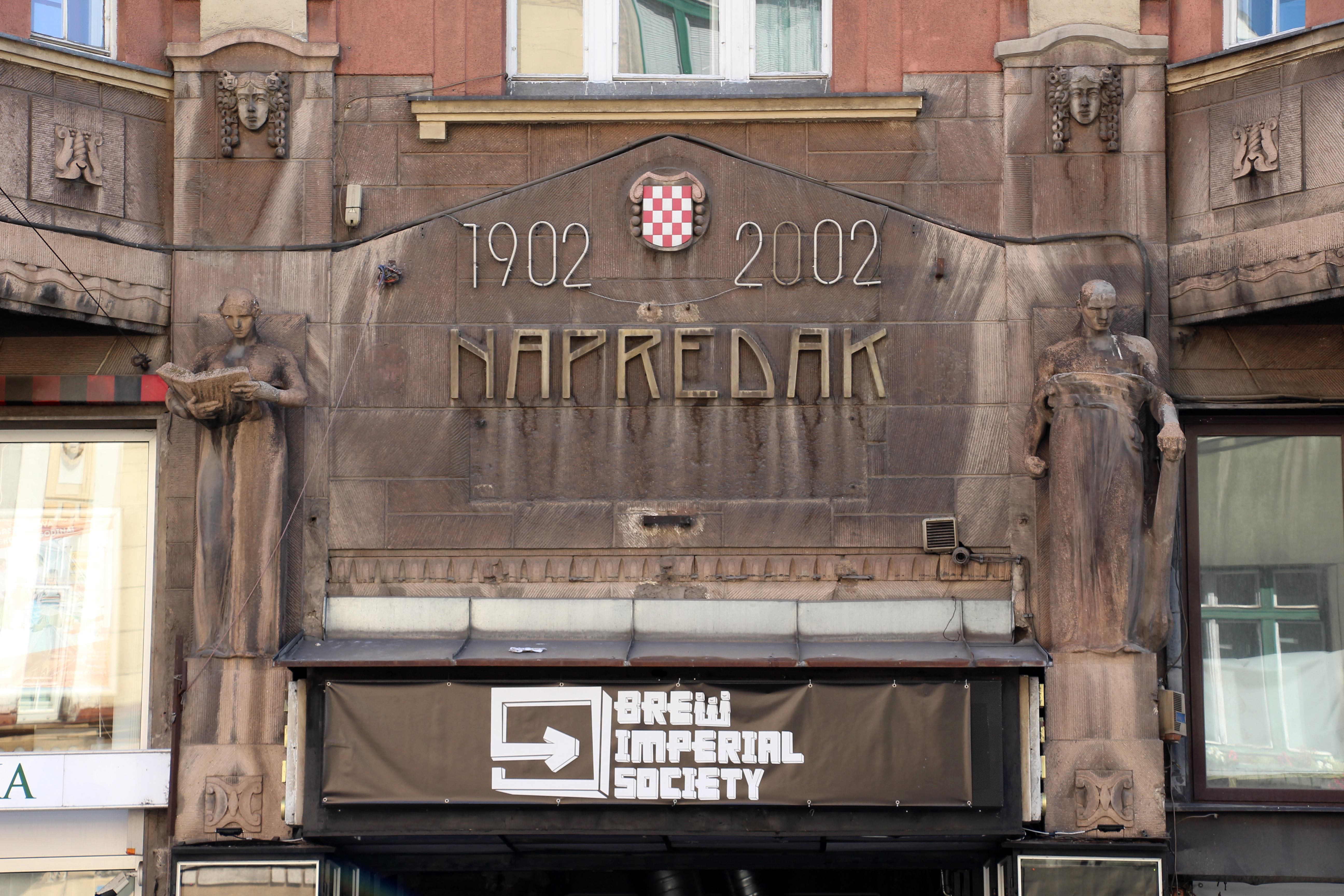
Das Signet des Napredak in einer Schriftart des Jugendstil, unter dem kroatischen Wappenschild und zwischen den von Robert Frangeš Mihanović geschaffenen Allegorien von Wissen und Stärke.

Napredak (kroatisch für Fortschritt), vollständig Hrvatsko kulturno društvo Napredak (Kroatische Kulturgesellschaft Fortschritt), kurz HKD Napredak, ist die 1902 gegründete bzw. 1990 wiedergegründete Kulturgesellschaft der Kroaten in Bosnien und Herzegowina mit Hauptsitz in Sarajevo.

## Geschichte
Der Napredak wurde am 11. November 1902 in Sarajevo als Studentenhilfeverein gegründet. Napredak bemühte sich um die Alphabetisierung und andere elementare Bildung der Landbevölkerung. Primäre Aufgabe war die Förderung von Lehrlingen, Mittel- und Hochschülern, unter anderem durch Stipendien. Von 1911 bis 1913 wurde in der Altstadt von Sarajevo unweit der Herz-Jesu-Kathedrale der sogenannte Napredak-Palast (Napretkova palača, offiziell Zakladni Dom HKD Napredak) als Hauptsitz der Gesellschaft im Stil der Wiener Secession mit Elementen des Art déco und Maurischen Stils errichtet, in dem eine Genossenschaft, eine Sparkasse, eine Reihe von Bibliotheken, das zweite Kino der Stadt und ein Café untergebracht waren.

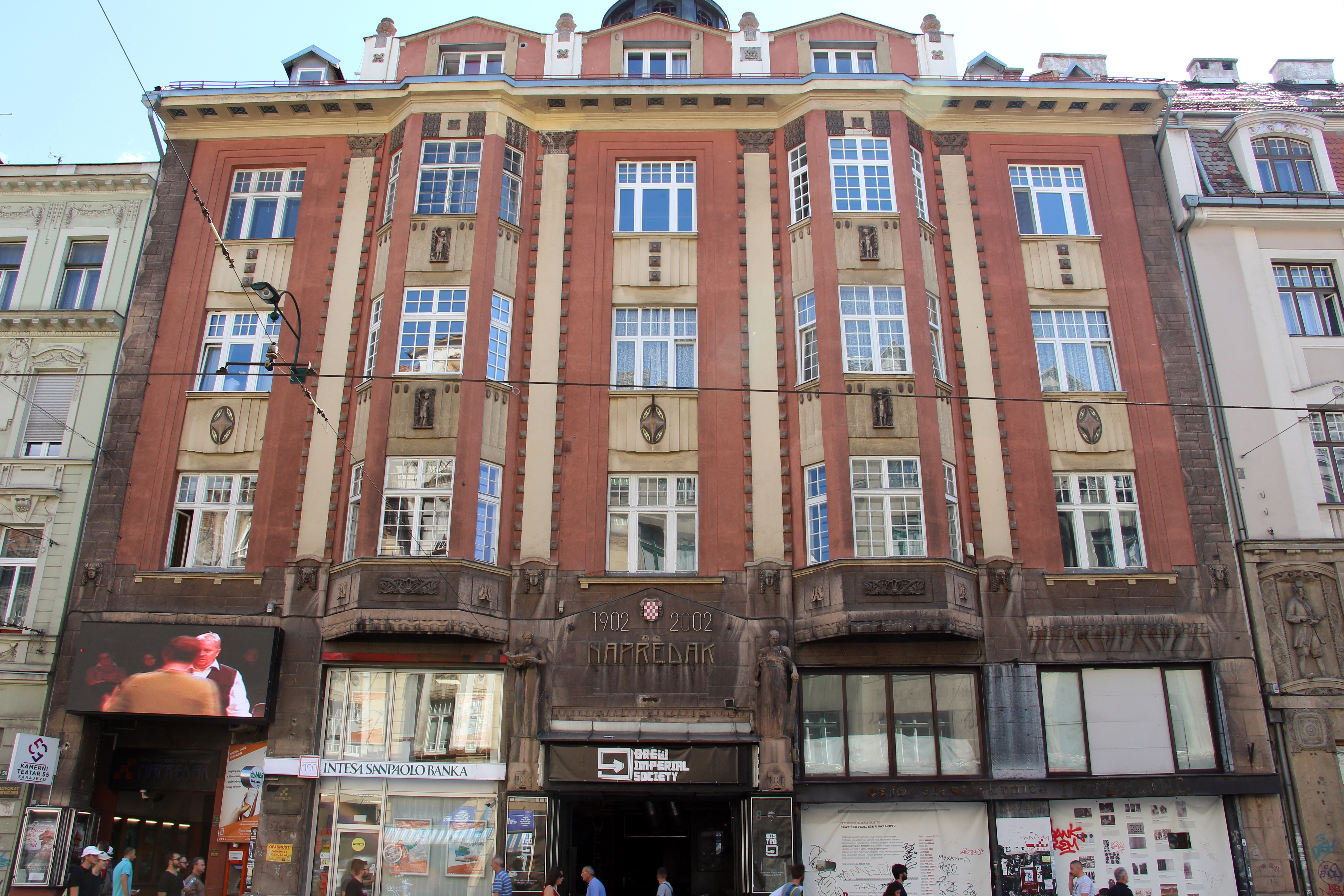
Der Hauptsitz des Napredak in Sarajevo.

Der Napredak gründete Studentenwohnheime und veröffentlichte Bücher und Zeitschriften, so das gleichnamige Monatsheft von 1921 bis 1947 (ausgenommen 1923–1925 und 1944–1945). Bis zum Zweiten Weltkrieg entwickelte sich Napredak zum wichtigsten kroatischen Kultur- und Bildungsverein in Bosnien und Herzegowina.

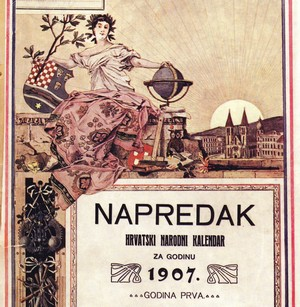
Ausschnitt aus dem Titelblatt des ersten Napredak-Jahreskalenders aus dem Jahr 1907.

 Nach dem Zweiten Weltkrieg und im Klima der radikalen Kollektivierung nach der Gründung des sozialistischen Jugoslawien erklärte sich der Napredak zum 1. April 1949 für aufgelöst. Das Vermögen wurde dem jugoslawischen Kulturbund von Bosnien und Herzegowina übertragen.
Unmittelbar vor dem Zerfall Jugoslawiens wurde der Napredak am 29. September 1990 im Kino „Dubrovnik“ in Sarajevo wiedergegründet. Trotz Ausbruch des Bosnienkrieges im Jahr 1992 entwickelte der Napredak in den 1990er-Jahren ein breites Spektrum an Aktivitäten und gründete die Gospodarska banka, Versicherungen, den Radiosender Vrhbosna (1993) sowie mehrere Vereine, z. B. die Kroatische Gesellschaft für Wissenschaft und Kunst. Auch seine humanitären Aktivitäten sind von Bedeutung. Seit der Wiedergründung veröffentlicht der Napredak Bücher (z. B. das Jahrbuch Hrvatski narodni godišnjak) und seit 1993 das Monatsheft Stećak.

## Bekannte Mitglieder und Stipendiaten (sog.Napretkovci)
- Mile Budak (1889–1945), Schriftsteller und Politiker
- Ivo Andrić (1892–1975), Schriftsteller, Literatur-Nobelpreisträger und Politiker
- Sida Košutić (1902–1965), Schriftstellerin
- Vladimir Prelog (1906–1998), Chemiker und Chemie-Nobelpreisträger